# Zlatne godine
Zlatne godine peti je studijski album grupe Prljavo kazalište. To je prvi album na kojem je vokal Mladen Bodalec. Autor svih pjesama je Jasenko Houra osim pjesme "Sladoled"-autor Olja Dubroja koja i pjeva u spomenutoj pjesmi. Inače album je snimljen u studiju SIM u Zagrebu 1985 godine. Album je sličan albumu Parnog valjka "Pokreni se!". Oba sadrže 9 pjesama, od kojih jednu baladu i 8 brzih pjesama. Ukupno trajanje: 35:33.

## Popis pjesama
1. Ne zovi mama doktora (3:37)
2. Pod sretnom zvijezdom mi smo rođeni (3:30)
3. Zlatne godine (3:08)
4. Sladoled (2:42)
5. Dan za danom (4:03)
6. Moja djevojka je otišla u Armiju (4:07)
7. U krevetu mom,u Nojevoj barci (4:00)
8. Groblje slonova (4:25)
9. Ma kog' me Boga za tebe pitaju (6:01)

## Izvođači
- ritam gitara, vokal - Jasenko Houra
- vokal - Mladen Bodalec
- solo gitara - Marijan Brkić
- bas gitara - Ninoslav Hrastek
- bubnjevi - Tihomir Fileš

## Gosti
- klavijature - Zoran Kraš
- PPG - Duško Mandić
- duhački instrumenti - Davor Črnigoj
- vokal (na 4.) - Olja Dubroja
- prateći vokali - Vlasta, Danijela, Andrea

## Produkcija
- snimatelj - Dragan Čačinović
- muzički producent - Ivan Piko Stančić
- design omota - Ante Matić
- fotografija - Ivo Pukanić
- izvršni producent - Milan Škrnjug
- muzički urednik, v.d. glavni i odgovorni urednik - Siniša Škarica
- tekst, glazba i aranžman - Jasenko Houra, osim (4.) tekst i glazba - Olja Dubroja